# Vaejovis norteno
Espèce
Vaejovis norteno est une espèce de scorpions de la famille des Vaejovidae.

## Distribution
Cette espèce est endémique du Mexique. Elle se rencontre au Nuevo León et au Coahuila.

## Habitat
Ce scorpion est troglophile.

## Description
Le mâle holotype mesure 48,0 mm et la femelle paratype 62,5 mm.

## Publication originale
- Sissom & Gonzalez Santillán, 2004 : « A new species and new records for the Vaejovis nitidulus group, with a key to the Mexican species (Scorpiones, Vaejovidae). » Texas Memorial Museum, Speleological Monographs, vol. 6, p. 1–8.